# チャールズ・ポーレット (第3代ボルトン公爵)

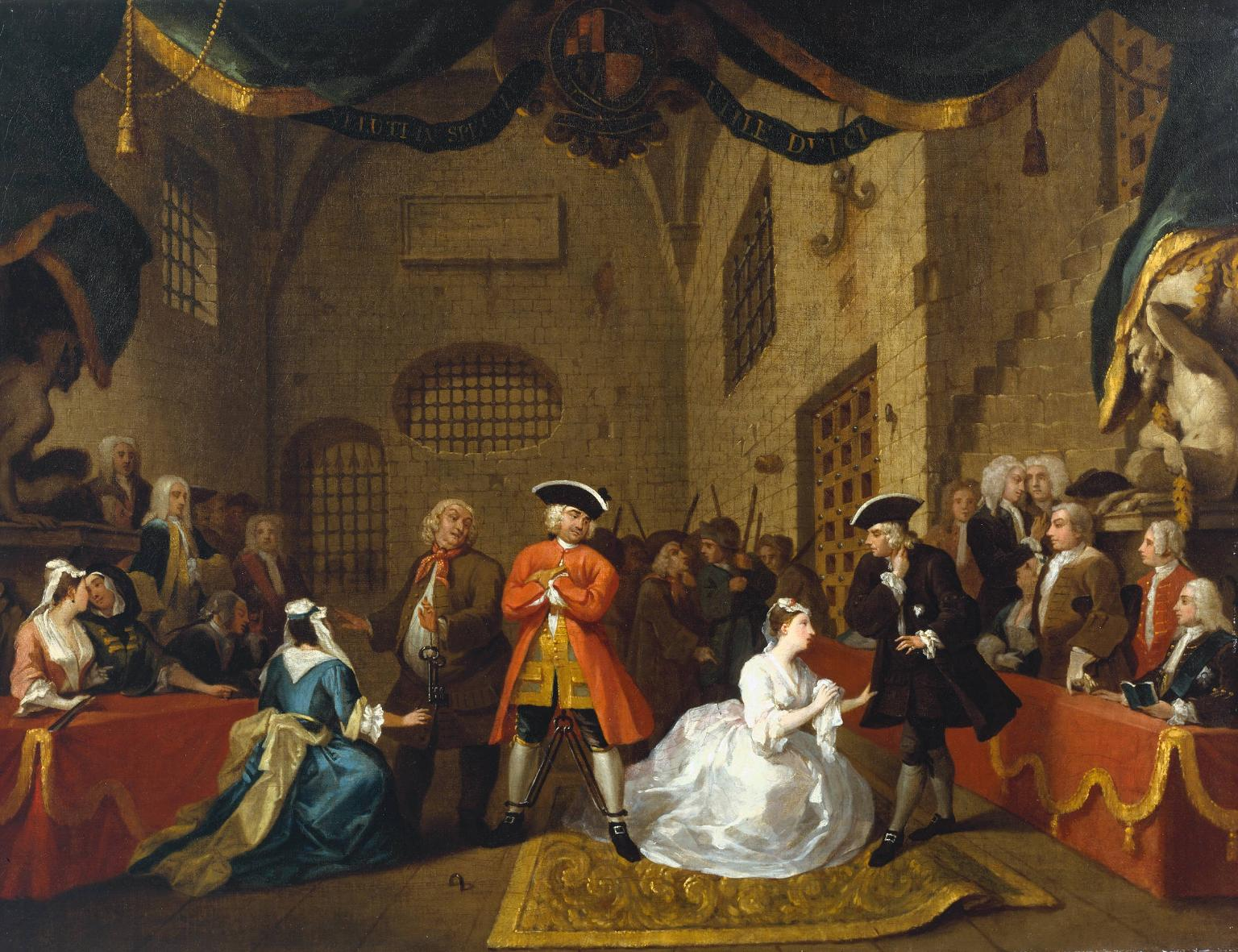
『乞食オペラ』、ウィリアム・ホガース作、1731年。第3代ボルトン公爵は一番右、観客席で座っている男性。

第3代ボルトン公爵チャールズ・ポーレット陸軍中将（英語: Charles Powlett, 3rd Duke of Bolton KG PC、1685年9月3日 – 1754年8月26日）は、イギリスの政治家。1685年から1699年までウィルトシャー伯爵、1699年から1722年までウィンチェスター侯爵の儀礼称号を使用した。1705年から1708年までイングランド庶民院議員を、1708年から1717年までイギリス庶民院議員を務めた後、ベイジングのポーレット男爵に叙され貴族院に移籍した。

## 生涯

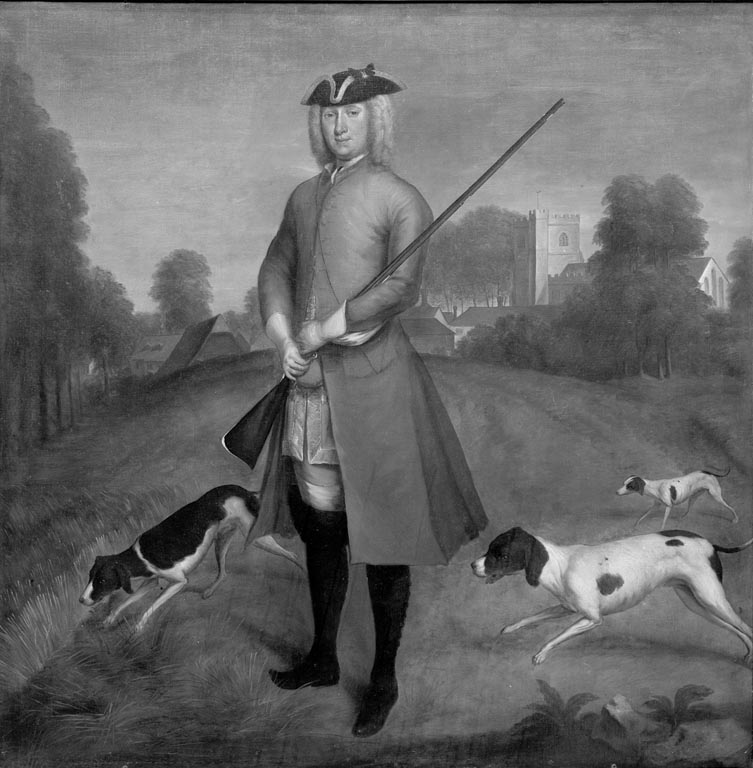
ジェームズ・シーモアによる肖像画、1740年頃。

### 初期の経歴
第2代ボルトン公爵チャールズ・ポーレットと2人目の妻フランシス・ラムスデン（Frances Ramsden）の長男として、1685年にチョートンで生まれた。エンフィールド・スクール（Enfield School）で教育を受けたものの、1699年に不登校と不品行により退学を余儀なくされた。1700年から1704年までアンソニー・アシュリー（Anthony Ashley）とともに外国を旅し、1705年にはスペイン継承戦争のポルトガル戦役に参加した。

### 政歴
1705年に急遽帰国して、12月7日のリミントン選挙区補欠選挙に間に合い、庶民院議員に当選した。1708年イギリス総選挙では接戦ながらもハンプシャー選挙区で当選したが、ヘンリー・サシェヴェレルの裁判によりイングランド国教会がトーリー党を支持したため1710年イギリス総選挙と1713年イギリス総選挙では落選した。1714年、プリンス・オブ・ウェールズのジョージ・オーガスタスの寝室侍従に任命され、1717年まで務めた。
1715年イギリス総選挙ではカーマーゼンシャー選挙区に鞍替えして当選した。さらに1715年から1733年までミルフォード・ヘイヴン総督、南ウェールズ副提督、グラモーガン統監を務めた。1717年4月12日に繰上勅書によりベイジングのポーレット男爵(Baron Pawlett of Basing)を継承して貴族院に籍を移した。同年にロイヤル・ハウス・ガーズ隊長に任命された（1733年まで在任）。
1722年1月22日、父の財産とボルトン公爵の爵位を継承、ハンプシャーにおける大地主の1人になり、同郡の庶民院議席を数議席支配するようになった。その結果、ボルトン公爵は総選挙において与党を支える人物の一角になり、1722年から1733年までハンプシャー統監、ドーセット統監、ニュー・フォレスト長官、ウィンチェスター執事長（High Steward of Winchester）を務めた。1725年6月1日には枢密顧問官に任命され、1725年から1726年にはLord Justiceを務めた。1726年から1733年まで、海軍工所のための国土調査長官とワイト島総督を務めた。
1733年、議会で野党側に立って政府に反対する投票をしたため全ての役職から罷免されたが、1740年から1742年まで恩給紳士隊長を務めた。その後は首相ロバート・ウォルポールと和解して1742年にハンプシャー統監、ワイト島総督、ニュー・フォレスト長官に復帰した。1746年にはワイト島総督を再び罷免された。
1754年8月にタンブリッジ・ウェールズで死去、ベイジングで埋葬された。

## 家族
1713年、第3代カーベリー伯爵ジョン・ヴォーンの娘アン・ヴォーン（1751年9月20日没）と結婚したが、2人の間に子供はいなかった。1751年10月20日、ラヴィニア・ベスウィック（1760年1月17日没）と再婚した。2人は3男をもうけたが、結婚以前にもうけた子供だったため庶子である。
- チャールズ（英語版）（1729年 – 1809年）
- パーシー（Percy） - 子供あり
- ホレイショ・アーマンド（Horatio Armand） - 軍人、子供あり

### 註釈
1. ↑  貴族院は本来、ベイジングのセントジョン男爵で招集すべきところを誤って、ベイジングのポーレット男爵で繰上勅書を発行した。そのため新規にポーレット男爵位が創設される形となったが、彼が嗣子なく没したため爵位は廃絶して問題は解消した。